# Zolfo diossigenasi
La zolfo diossigenasi è un enzima appartenente alla classe delle ossidoreduttasi, che catalizza la seguente reazione:
glutatione + zolfo ⇄ S-sulfanilglutatione (reazione spontanea)
S-sulfanilglutatione + O2 + H2O ⇄ glutatione + solfito + 2 H+
L'enzima è una ferro-proteina. Il glutatione (GSH) gioca un ruolo chiave nell'attivazione dello zolfo, ma non è consumato durante la reazione enzimatica. GSH e zolfo reagiscono non enzimaticamente ad ottenere S-sulfanilglutatione. Solo tale molecola, infatti, è in grado di essere ossidata a formare solfito. Il solfito può esser successivamente convertito non enzimaticamente a solfato, tiosoltato o S-zolfoglutatione (GSSO3-).